# Pułkownikówka
Pułkownikówka – osada w Polsce położona w województwie pomorskim, w powiecie nowodworskim, w gminie Ostaszewo na obszarze Żuław Wiślanych. Wieś jest częścią składową sołectwa Nowa Kościelnica.
W latach 1975–1998 miejscowość położona była w województwie elbląskim.